# HD 31296
HD 31296，又名BD+07 755，SAO 112203、HR 1571，是一颗恒星，视星等为5.33，位于銀經191.44，銀緯-21.59，其B1900.0坐标为赤經4h 49m 23.3s，赤緯+7° -21.59′ 2″。